# Olaf Hoffsbakken
Olaf Hoffsbakken, né le 2 septembre 1908 à Snertingdal et décédé le 23 novembre 1986 à Gjøvik, est un fondeur et coureur norvégien du combiné nordique. Il reçoit la Médaille Holmenkollen en 1937.

## Biographie
Originaire de Snertingdal, il représente le club local. Il est double médaillé en ski de fond aux Championnats du monde 1935, en argent au relais et en bronze sur le dix-huit kilomètres. Il obtient également de bons résultats en combiné, finissant sixième aux Championnats du monde 1934 et quatrième en 1935.
Lors des Jeux olympiques de 1936, il est le deuxième relayeur du 4 × 10 kilomètres. Oddbjorn Hagen le lance avec une minute d'avance sur la Finlande. Au cours de son relais, il accentue l'avance de la Norvège sur la Suède et la Finlande. Finalement le relais Norvégien se classe deuxième à 6 secondes de la Finlande.
Lors du combiné, il se classe 5e du 18 km mais deuxième en combiné. Ses performances au tremplin lui permettent de garder sa deuxième du combiné. Dominé par Oddbjørn Hagen lors de ces jeux, il le bat un mois plus tard au Festival de ski de Holmenkollen, gagnant aussi en 1939. Il est alors récompensé par la Médaille Holmenkollen en 1937.
En 1938, il devient champion du monde de combiné nordique à Lahti. En 1939, il termine 4e du relais 4 × 10 km lors des championnats du monde de ski nordique 1939.
Il est aussi double vainqueur de la course marathon Birkebeinerrennet en 1936 et 1938.

## Palmarès

### Jeux olympiques
| Épreuve / Édition            | Garmisch-Partenkirchen 1936 |
| Combiné nordique             | Argent                      |
| Ski de fond 18 km            | 5e                          |
| Ski de fond Relais 4 × 10 km | Argent                      |

Les Jeux olympiques comptent également comme championnats du monde sauf pour le combiné nordique.

### Championnats du monde
| Épreuve / Édition | Épreuve / Édition | Solleftea 1934 | Vysoke Tatry 1935 | Lahti 1938 | Zakopane 1939 |
| ----------------- | ----------------- | -------------- | ----------------- | ---------- | ------------- |
| Combiné nordique  | Combiné nordique  | 6e             | 4e                | Or         | 12e           |
| Ski de fond       | 18 km             | 40e            | Bronze            | 8e         | 16e           |
| Ski de fond       | 50 km             |                |                   | 41e        | 16e           |
| Ski de fond       | Relais 4 × 10 km  | 4e             | -                 | Argent     | 4e            |
| Saut à ski        | Saut à ski        | -              | 9e                | -          | -             |

### Jeux nordiques
- En 1922, il termine 2e des Jeux nordiques dans le 30 km derrière Manne Vuorinen.

### Championnats de Norvège
- Il termine premier en 1926, second en 1929 et troisième en 1922.

### Festival de ski d'Holmenkollen
- Il a gagné cette compétition en combiné nordique (no) en 1923, 1926, 1928, 1929 et 1931. Il termine second en 1920, 1922 et 1924. Il termine troisième en 1921, 1927 et 1932.

### Jeux du ski de Lahti
- Il est le premier non-Finlandais à avoir remporté cette compétition en 1926 en combiné nordique (no).